# Robert Sesselmann
Robert Sesselmann (* 20. Januar 1973 in Sonneberg) ist ein deutscher Politiker (AfD). Er gehört dem thüringischen Landesverband der Partei an. Am 25. Juni 2023 wurde er im Landkreis Sonneberg als erster AfD-Politiker zum Landrat eines deutschen Landkreises gewählt und ist seit dem 3. Juli 2023 im Amt. Zuvor war er von 2019 bis 2023 Abgeordneter im Thüringer Landtag.

## Leben

### Berufliche Laufbahn und Privates
Sesselmann besuchte von 1979 bis 1985 Polytechnische Oberschulen in Chemnitz und Steinach, von 1985 bis 1989 die Kinder- und Jugendsportschule Oberhof mit dem Sportschwerpunkt Skilanglauf. Nach dem Abitur an der Erweiterten Oberschule in Sonneberg studierte Sesselmann von 1991 bis 1995 Rechtswissenschaft an der Universität Leipzig. Sein Rechtsreferendariat absolvierte er von 1996 bis 1998 am Oberlandesgericht Dresden. Seitdem ist er als selbstständiger Rechtsanwalt in Sonneberg tätig. Im Jahr 2013 besuchte er den Fachanwaltslehrgang für Arbeitsrecht. Weitere Rechtsgebiete sind Verkehrsrecht, Familien- und Eherecht, Strafrecht, Ordnungswidrigkeitenrecht und Bußgeld.
Robert Sesselmann hat drei Kinder. Er ist seit Mai 2024 mit einer ehemaligen Neonazi-Aktivistin liiert, die nach eigenen Angaben bis 2019 in der rechten Szene aktiv war.

### Politik
Sesselmann ist seit 2016 Mitglied der AfD. Er war von 2018 bis 2024 Beisitzer im Vorstand der vom Thüringer Verfassungsschutz als „erwiesen rechtsextrem“ eingestuften AfD Thüringen.
Er trat am 18. April 2018 für die AfD Thüringen erstmals zur Landratswahl im Landkreis Sonneberg an. Mit 29,8 % erhielt er die drittmeisten Stimmen und nahm damit nicht an der Stichwahl teil, in der sich am 29. April 2018 Hans-Peter Schmitz (Die Linke/SPD) gegen Danny Dobmeier von der CDU durchsetzte.
Bei den Kommunalwahlen in Thüringen 2019 wurde er in den Stadtrat und in den Kreistag Sonneberg gewählt.
Bei der Landtagswahl 2019 in Thüringen landete Sesselmann im Wahlkreis Sonneberg I als Direktkandidat mit 27,4 % hinter Beate Meißner (CDU, 41,5 %), zog jedoch über die Landesliste in den Landtag ein. Sesselmann war Mitglied des Richterwahlausschusses und des Staatsanwaltswahlausschusses. Wegen der Wahl zum Landrat legte er sein Landtagsmandat nieder. Für ihn rückte Jens Dietrich nach.
Zur Landratswahl des Landkreises Sonneberg am 11. Juni 2023 trat Sesselmann erneut für die AfD an. Bei einer Wahlbeteiligung von 49,1 % der über 48.000 Wahlberechtigten entfielen 46,7 % der abgegebenen Stimmen auf ihn. Die Stichwahl am 25. Juni 2023 gegen den kommissarisch amtierenden Landrat Jürgen Köpper (CDU; 11. Juni: 35,7 %; Stichwahl am 25. Juni: 47,2 %) gewann Sesselmann mit 52,8 % der Stimmen. Die Wahlbeteiligung war auf 59,6 % gestiegen.
Eine Überprüfung der Verfassungstreue Sesselmanns von Amts wegen durch das Thüringer Landesverwaltungsamt ergab „derzeit keine konkreten Umstände [...], die von hinreichendem Gewicht und objektiv geeignet sind, eine ernsthafte Besorgnis an dessen künftiger Erfüllung der Verfassungstreuepflicht auszulösen“.
Das Verwaltungsgericht Meiningen entschied am 20. Juni 2024 im Eilverfahren gegen Sesselmann und für das Magazin Der Spiegel. Spiegel-Reporter konnten erfolgreich ein Auskunftsbegehren gegen den Landkreis geltend machen, welches auf dem Thüringer Pressegesetz basiert, das Behörden zur Auskunft verpflichtet. Das Gericht beschloss, dass Sesselmann detaillierte Informationen über seine Personalpolitik seit Amtsantritt sowie die Umsetzung seiner Wahlkampfversprechen offenlegen muss, unter anderen über die sofortige Abschiebung abgelehnter Asylbewerber und die Abschaffung des Euros. Zudem müssen Fragen zur Zukunft von Sozialarbeiterinnen und Sozialarbeitern in kommunalen Gemeinschaftsunterkünften beantwortet werden. Laut dem Spiegel wurden insgesamt 15 Pressefragen gestellt, von denen Sesselmann nur einige unvollständig und ausweichend beantwortet hatte. Der Landkreis legte das Rechtsmittel der Beschwerde gegen den Beschluss zum Thüringer Oberverwaltungsgericht ein.

## Positionen
Laut dem Deutschlandfunk bezeichnete Sesselmann auf Montagsdemonstrationen die Bundesrepublik Deutschland als „Marionettenstaat der USA“. Während des Wahlkampfs lehnte sein Büro Interviewanfragen ab, er verwendete AfD-Wahlplakate mit Forderungen abseits der Kommunalpolitik („Euro abschaffen“, „Grenzen schließen“, „Frauen vor dem Islam schützen“, „Rundfunkbeiträge abschaffen“, „Gegen Windräder – für Diesel“, „Gegen Sanktionen – für billiges Gas aus Russland“), denn „[d]ie Themenbereiche, die jetzt konkret hier vor Ort sind, die interessieren die Leute nicht“. Sie interessierten sich vielmehr für Themen wie die gegenüber Russland im Verlauf des Ukrainekonfliktes verhängten Sanktionen.
In einer Ansprache bei der Wahlparty am Landratswahlabend sprach er von „Systemmedien“, die ihm einen ideologischen Wahlkampf eingebrockt hätten. Laut der Frankfurter Allgemeinen Zeitung ist Sesselmann ein treuer Anhänger Björn Höckes und gebraucht auch dessen Vokabular; so soll er im Einzelgespräch mit Bürgern beispielsweise von „Altparteien“ gesprochen haben, mit denen „aufgeräumt“ werden müsse.
Sesselmann deutete an, dass er als Landrat Bundes- und Landesgesetze, die er für falsch halte, nicht zwangsläufig durchsetzen wolle, obwohl ihn sein Amt dazu verpflichtet.
Laut taz betrieb Sesselmann, der als Landrat eigentlich zur parteipolitischen Neutralität verpflichtet ist, bei einem seiner ersten öffentlichen Auftritte nach Amtsantritt während einer Ansprache auf einem Grundschulhof „wenig verhohlene“ Wahlwerbung für die AfD. Wer mit der bisherigen Politik nicht einverstanden sei, so Sesselmann bei diesem Termin, solle das Kreuz bei der Landtagswahl 2024 „an einer bestimmten Stelle oder einer richtigen Stelle“ machen.

## Reaktionen auf die Wahl zum Landrat
Der Erfolg Sesselmanns fand in den Medien Europas, der USA und Israels Beachtung. In vom Mitteldeutschen Rundfunk gesammelten Kommentaren zeigte sich nur die AfD mit dem Ausgang der Landratswahl zufrieden; Parteien, Kirche und Verbände reagierten enttäuscht.
Die Ortsgruppe der Jungen Union (JU) gratulierte Sesselmann zunächst auf Twitter: „Wir gratulieren Robert Sesselmann zum Gewinn der Stichwahl um den Landratsposten. Jetzt gilt es, Ideologie und Wahlkampfrhetorik beiseitezulegen und in sachorientierte Politik für unseren Landkreis einzusteigen“. Nach Kritik wurde der Beitrag wenige Stunden später jedoch gelöscht.
Der Extremismusforscher Matthias Quent schreibt dem Wahlsieg Sesselmanns eine bundesweite Bedeutung zu: „Die realen Gestaltungsmöglichkeiten eines Landrats in einem Kreis mit 54 000 Einwohnern sind begrenzt, aber dieser Wahlsieg gibt der AfD eine zentrale Position für den Angriff auf die Landes- und Bundespolitik.“ Er sieht in der Wahl auch „Bestätigung für den rechtsextremen Radikalisierungskurs von Björn Höcke. Sie ist zudem ein Ausgangspunkt für eine nun höchstwahrscheinlich folgende Normalisierung und Legitimierung einer Zusammenarbeit zwischen AfD und CDU“. Dem Redaktionsnetzwerk Deutschland gegenüber sagte Quent: „Landkreistag und andere Gremien dürfen sich nicht zum Erfüllungsgehilfen für extrem rechte Politik machen lassen, sondern müssen einen Schutz vor demokratie- und menschenfeindlichen Bestrebungen schaffen – insbesondere für die diskriminierten Gesellschaftsgruppen, gegen die sich die Agitation der AfD besonders richtet.“
Der Politikwissenschaftler Maximilian Kreter vertrat die Ansicht, der Grund für Sesselmanns Sieg sei eine „Mischung aus Protest, Ideologie und Kandidaten“. Eine „große Verantwortung“ sah Kreter auch bei der Bundes-CDU, „die sich in letzter Zeit rhetorisch immer weiter an die AfD angenähert“ habe, und auch der CDU-Landratskandidat Jürgen Köpper habe von der „Berliner Blase“ und Zuständen wie in der DDR gesprochen. Von einer derartigen Strategie profitiere aber immer das Original, hier die AfD. Kreter forderte daher „eine grundsätzliche Abgrenzung gerade von der CDU zur AfD“.
Josef Schuster, Präsident des Zentralrates der Juden in Deutschland, sprach im Blick auf die Wahl Sesselmanns von einem „Dammbruch, den die demokratischen politischen Kräfte in diesem Land nicht einfach hinnehmen dürfen.“ Die erste Wahl eines AfD-Kandidaten in ein exekutives Amt erschüttere ihn.
Die SPD-Fraktion des Eifelkreises Bitburg-Prüm, des Partnerkreises des Landkreises Sonneberg, stellte die weitere Zusammenarbeit mit dem Partner infrage.
Die Regionalbischöfin der Evangelischen Kirche in Mitteldeutschland, Friederike Spengler (Erfurt), versteht die Wahl als wichtiges Warnsignal – laut Studien hätten drei Viertel der Menschen die AfD aus Protest gewählt. „Die Menschen empfinden offenbar, dass sie nicht mehr gehört werden und nicht mehr an demokratischen Prozessen beteiligt sind. Diese Gefühle müssen wir ernstnehmen. Weitere Sonntagsreden helfen da ebenso wenig wie Schuldzuweisungen. Stattdessen brauchen wir einen öffentlichen Diskurs, der erst einmal von gegenseitiger Akzeptanz geprägt ist und bei dem wir uns ausreden lassen.“

## Trivia
Mit dem früheren DDR-Fußballspieler und Sonneberger Landrat (von 1994 bis 2006) Reiner Sesselmann ist Robert Sesselmann nicht verwandt.